# Episodi di Tenebre e ossa (prima stagione)
La prima stagione della serie televisiva Tenebre e ossa, composta da otto episodi, è stata distribuita sulla piattaforma di streaming Netflix il 23 aprile 2021.
| nº | Titolo originale                     | Titolo italiano                   | Pubblicazione  |
| -- | ------------------------------------ | --------------------------------- | -------------- |
| 1  | A Searing Burst of Light             | Una violenta esplosione di luce   | 23 aprile 2021 |
| 2  | We're All Someone's Monster          | Siamo tutti il mostro di qualcuno | 23 aprile 2021 |
| 3  | The Making at the Heart of the World | La creazione al cuore del mondo   | 23 aprile 2021 |
| 4  | Otkazat'sya                          | Otkazat’sya                       | 23 aprile 2021 |
| 5  | Show Me Who You Are                  | Fammi vedere chi sei              | 23 aprile 2021 |
| 6  | The Heart Is An Arrow                | Il cuore è una freccia            | 23 aprile 2021 |
| 7  | The Unsea                            | Il Nonmare                        | 23 aprile 2021 |
| 8  | No Mourners                          | Nessun rimpianto                  | 23 aprile 2021 |

## Una violenta esplosione di luce
- Titolo originale: A Searing Burst of Light
- Diretto da: Lee Toland Krieger
- Scritto da: Eric Heisserer

### Trama
A East Ravka, Alina Starkov è una cartografa che si riunisce col suo amico d'infanzia Malyen "Mal" Oretsev. Mal viene scelto per far parte della squadra che attraverserà la Faglia, un viaggio estremamente pericoloso poiché la Faglia brulica di mostri volanti chiamati Volcra. Non volendo separarsi nuovamente da Mal, Alina brucia le mappe così anche i cartografi devono attraversarla. La squadra entra nell'ovile proprio mentre il generale Kirigan, leader della Seconda Armata ed evocatenebre (un grisha che può evocare e controllare l'oscurità), arriva al campo. Poco dopo essere entrati nell'ovile, vengono attaccati da Volcra. Alexei, un altro cartografo, scappa. Alina, involontariamente, crea un'esplosione di luce per combattere i Volcra. A Ketterdam, Kaz Brekker , Inej Ghafa e Jesper Fahey competono con il boss della mafia Pekka Rollins per un lavoro che paga un milione di kruge. Quando si scopre che Dreesen ha prima bisogno di una spaccacuori, Kaz batte Pekka nell'unico conosciuto. Dreesen rivela a Kaz di aver catturato Alexei. La spaccacuori convince Alexei a rivelare che Alina è un'evocaluce (un grisha che può evocare e controllare la luce, che fino ad ora era considerato un mito), e Dreesen rivela che il rapimento di Alina è il lavoro.

## Siamo tutti il mostro di qualcuno
- Titolo originale: We're All Someone's Monster
- Diretto da: Lee Toland Krieger
- Scritto da: Eric Heisserer

### Trama
A East Ravka, Alina viene portata da Kirigan, che dimostra di essere un'evocaluce e ordina di portarla al Piccolo Palazzo. Sulla sua strada, il suo convoglio diventa bersaglio di un'imboscata da parte di Fjerdan drüskelle (Grisha-cacciatori). Diversi Grisha vengono uccisi, ma Kirigan la salva e la accompagna lui stesso al Piccolo Palazzo. Alina, arrabbiata per il fatto che ora sarà cacciata per il resto della sua vita, dice a Kirigan che vorrebbe poter dare il suo potere a qualcuno che lo vuole. A Ketterdam, Kaz è minacciato da Pekka di dargli il lavoro, ma Kaz rifiuta. Inej viene convocata da Tante Heleen, che gestisce il bordello a cui Inej è stata venduta fino a quando Kaz non ha comprato il suo contratto. Deve ancora a Heleen dei soldi per Inej, ma Heleen promette di dare a Inej la sua libertà se uccide Arken, un trafficante di esseri umani che ha venduto ai bordelli rivali. Kaz scopre che un uomo chiamato “Conduttore” sta trasportando persone attraverso l'ovile, poi scopre che Arken è il Conduttore e Heleen lo vuole morto.  Kaz impedisce a Inej di uccidere Arken, quindi dà a Heleen il suo club come garanzia accettabile e promette di pagare il suo debito per Inej una volta completato il lavoro.

## La creazione al cuore del mondo
- Titolo originale: The Making at the Heart of the World
- Diretto da: Dan Liu
- Scritto da: Daegan Fryklind

### Trama
Al Piccolo Palazzo, Alina incontra una plasmaforme, Genya Safin, e si preparano per il suo incontro con il re Pytor e la corte. A corte, Alina stupisce tutti con le sue capacità, amplificate dal tocco di Kirigan. Il re dà il permesso di addestrare Alina, ma insiste che sia fatto rapidamente, poiché West Ravka si sta mobilitando sempre più per l'indipendenza. Dopo aver stretto amicizia con due Grisha, Alina litiga con Zoya Nazyalensky, che è gelosa delle attenzioni che Alina sta ricevendo (soprattutto da Kirigan).  In biblioteca, Alina incontra l'Apparet (consigliere spirituale del re), che le racconta la leggenda del cervo di Morozova: secoli fa visse un potente grisha di nome Morozova che, grazie ad un potere occulto noto come Merzost, creò i tre amplificatori, mitici animali che potevano potenziare i poteri dei grisha che gli avrebbero uccisi e che avessero assorbito una parte dei loro corpi dentro di loro. Alina poi incontra Baghra, un allenatore Grisha che non è impressionato dalle abilità di Alina. Dice ad Alina di tornare quando crede in se stessa. Nel frattempo Kaz, Jesper, Inej e Arken sono costretti a recarsi al Piccolo Palazzo senza Nina Zenik, una spaccacuori che ha accettato di contrabbandarli, poiché è stata catturata da drüskelle. A quattro libbre dal carbone necessario, osano fare il viaggio in treno attraverso il Fold.  Vengono attaccati da Volcra, ma Jesper usa le sue abilità di tiro per farli passare in sicurezza. Su una nave, Nina è incatenata dai drüskelle che l'hanno catturata e le hanno detto che sarà processata per stregoneria a Fjerda.

## Otkazat’sya
- Titolo originale: Otkazat'sya
- Diretto da: Dan Liu
- Scritto da: Vanya Asher

### Trama
Alina va a cavallo con Kirigan, che decide che i due possono chiamarsi per nome e le chiede di chiamarlo Aleksander.  Parla di come si sentiva un estraneo da bambino a causa dell'essere un discendente dell'Eretico Nero (il Grisha che ha creato la Faglia), e Alina si rende conto di quanto abbia bisogno di lei.  Baghra mostra ad Alina che si sta trattenendo per Mal, ma ha bisogno di concentrarsi su se stessa se vuole padroneggiare i suoi poteri. Alina è scoraggiata dal fatto che Mal non abbia ancora risposto alle sue lettere e, dopo un altro incontro con Kirigan, mette finalmente se stessa e il Grisha al primo posto e fa veri progressi con il suo potere. Nel frattempo, Mal si è offerto volontario per una missione per trovare il cervo che Alina ha sempre sognato; si dice che il leggendario cervo di Morozova sia il più potente amplificatore Grisha al mondo, abbastanza potente da rendere Alina in grado di distruggere la Faglia. La ricompensa per aver trovato il Cervo è una visita al Piccolo Palazzo. La sua squadra subisce un'imboscata da parte dei Fjerdan e solo Mal sopravvive. Poi vede il Cervo e giura di riunirsi con Alina. I corvi e Arken rubano i progetti per il piccolo palazzo e si uniscono a una troupe di artisti itineranti che si esibiranno nel piccolo palazzo per la festa d'inverno. La nave che trasporta Nina è colpita da una forte tempesta.  Kirigan manda Fedyor a trovare Nina, poiché non si è vista di recente.

## Fammi vedere chi sei
- Titolo originale: Show Me Who You Are
- Diretto da: Mairzee Almas
- Scritto da: M. Scott Veach e Nick Culbertson

### Trama
Il piccolo palazzo ha in programma di mostrare Alina come l'evocaluce alla festa invernale. Kaz, Inej, Jesper e Arken si infiltrano nel palazzo per rapire Alina. Mal, ferito da Fjerdiani, si dirige verso un campo della Prima Armata e dice di aver trovato il cervo. Insieme a un generale della Prima Armata, si reca al Piccolo Palazzo per dirlo direttamente a Kirigan. La guardia del palazzo è inizialmente riluttante a far entrare Mal, credendo che il cervo sia un mito, ma si arrende e accompagna Mal nella stanza di Kirigan. Kirigan chiede a Mal di mostrargli esattamente dove ha trovato il cervo. Mal, tuttavia, rifiuta, chiedendo di vedere prima Alina. Kirigan è arrabbiato ma alla fine accetta di permettere ai due di incontrarsi più tardi. Baghra invia una guardia per portare Mal alla sua capanna, dopodiché la guardia cerca di uccidere Mal in modo che non possa dire a Kirigan dove si trova il cervo. Kirigan e Alina si baciano dopo l'evento ma vengono interrotti quando Arken attacca un'esca, credendo che sia Alina. Baghra dice ad Alina che Kirigan non vuole distruggere la Faglia, ma usarla come arma e che Alina deve fuggire dal Piccolo Palazzo. Alina ci prova salendo proprio sulla carrozza dei Corvi. Mal fugge dal palazzo e fugge nei boschi. Si scopre che Baghra è la madre di Kirigan e non vuole che trovi il cervo.

## Il cuore è una freccia
- Titolo originale:  The Heart Is An Arrow
- Diretto da: Mairzee Almas
- Scritto da: Shelley Meals

### Trama
Arken viene catturato e interrogato dopo che il tentativo di rapire Alina si ritorce contro e viene ucciso da Kirigan. Alina scende dalla carrozza ma i Corvi non riescono a prenderla; acceca Kaz e Jesper con la sua luce, e Inej la lascia andare deliberatamente, credendola una santa vivente. Alina viene riconosciuta come Shu (cioè discendente dal popolo di Shu-Han) da alcuni cittadini e viene inseguita in una foresta, dove si riunisce con Mal ed entrambi la raggiungono. Dopo aver appreso del cervo da Mal, Alina si rende conto che deve arrivarci prima di Kirigan, quindi lei e Mal si dirigono a nord. La nave drüskelle affonda durante una tempesta e Nina è costretta a collaborare con uno dei drüskelle, Matthias, per sopravvivere. Mentre viaggiano insieme, iniziano a legare.

## Il Nonmare
- Titolo originale: The Unsea
- Diretto da: Jeremy Webb
- Scritto da: Christina Strain

### Trama
Alina e Mal trovano il cervo. Invece di ucciderlo, Alina condivide un momento con il cervo e pensa di lasciarlo andare finché Kirigan non si presenta e lo uccide lui stesso. Ferisce Mal e ordina a David di innestare parti delle corna del cervo sulla clavicola di Alina, così come un pezzo sulla sua stessa mano. Kirigan mostra ad Alina che ora può controllare il suo potere e la porterà all'ovile. Le dice che guarirà Mal se lei obbedisce. Al campeggio vicino alla Faglia, Genya si riunisce con Alina per prepararla per un evento che Kirigan sta organizzando; porterà alcuni nobili attraverso la Faglia e mostrerà loro il nuovo potere suo e di Alina. Alina si rende conto che Genya stava intercettando le lettere sue e di Mal. Kaz, Inej e Jesper trovano un modo per tornare attraverso la Faglia, dopo che il treno che avevano preso con Arken è fatto saltare in aria.

## Nessun rimpianto
- Titolo originale: No Mourners
- Diretto da: Jeremy Webb
- Scritto da: Eric Heisserer e Daegan Fryklind

### Trama
Nina e Matthias raggiungono sani e salvi una città ma vengono affrontati da Fedyor. Per salvargli la vita, Nina dichiara Matthias un commerciante di schiavi in modo che venga arrestato invece di essere catturato da Feydor. Risvegliandosi imprigionato, Matthias crede erroneamente che Nina lo abbia manipolato e tradito. Mentre la nave che attraversa la Faglia inizia il suo viaggio, Alina usa i suoi poteri per proteggerla con un tunnel di luce, proteggendo i passeggeri dai Volcra. Tuttavia, quando la nave raggiunge l'altro lato, Kirigan espande la Faglia verso Ravka Ovest, travolgendolo e distruggendo una crescente ribellione lì. Nei ponti inferiori, Kaz e gli altri scoprono che Mal si è intrufolato a bordo e escogitano un piano, ma Mal si muove contro Kirigan e viene tenuto sotto tiro, spingendo i Corvi ad avanzare. Zoya, assistendo a ciò che Kirigan aveva fatto a Ravka Ovest, si rivolta contro Kirigan e inizia a guidare la nave attraverso la Faglia. Alina si libera dal controllo di Kirigan tagliandogli il corno dalla mano e, con l'aiuto dei corvi, sconfigge le forze di Kirigan. Mal combatte Kirigan, ma Kirigan viene improvvisamente trascinato via da Volcra. Zoya, Alina e Mal, insieme ai Corvi, lasciano la Faglia, essendo gli unici sopravvissuti, e decidono di prendere strade separate. La banda di Kaz incontra Nina sulla barca diretta a Ketterdam. Anche Alina va con Mal sulla barca per continuare a imparare a usare i suoi poteri. Un Kirigan ferito emerge dalla Faglia, seguito da delle creature fatte d'ombra.